# Григорий I
 Тази статия е за римския папа.  За охридския архиепископ вижте Григорий I Охридски.  
Григорий I Велики (на латински: Gregorius PP. I), наричан в православната традиция и Григорий Двоеслов (на латински: Gregorius Dialogus, на гръцки: Γρηγόριος ο Διάλογος) е римски папа в периода 3 септември 590 г. до смъртта си, на 12 март 604 г.
Известен е като Григорий Двоеслов заради съчинението си „Диалози“. Той е първият папа, който в миналото си е бил монах. Служил е в манастира „св. Андрей Първозвани“ в Рим, който сам основал. Доктор на църквата (от лат. doctor ecclesiae), един от латинските Отци на Църквата.
Считан е за светец от Римокатолическата църква, Източноправославната църква, Англиканската общност, и някои лутерански църкви. Веднага след смъртта си, той е канонизиран по убеждение на мнозина. Протестантският реформатор Жан Калвин адмирира Григорий и пише в своите Институти, че той е последният добър папа. Григорий е закрилник на музикантите, певците, студентите и учителите. След успешна кариера на висш имперски сановник той приел монашеството и оглавил папската институция. Този папа успешно защитил Рим от лангобардите и повишил неимоверно авторитета на институцията, която оглавявал.

## Биография
Роден в заможно римско семейство, свързано с църквата. Неговият прапрадядо е папа Феликс III (папа 483 – 492 г.). Григорий получава добро образование по латински език, природни науки, история, математика, музика и право.
След смъртта на баща си, Григорий превръща семейното имение в манастир, посветен на свети апостол Андрей, и сам приема монашеско пострижение.
Като папа засилва мисионерската дейност на църквата сред варварите в Северна Европа. Григорий отстоява първенството на Римския епископ, казвайки, че Римският епископ е „служител на Божиите служители“ и отговаря за своето свещеническо служение директно пред Бога. Формулира ясно доктрината за чистилището. Работи за разбирателство между Източната и Западната част на църквата, засилвайки в същото време папската власт.
Сред творбите му са проповеди (ок. 64 от тях са признати за автентични), „Коментар върху Йов“, по-познат с латинското си наименование Magna Moralia, „Правила за пасторите“, запазени са и копия на някои негови писма. Най-известната му творба, заради която в Православната църква свети Григорий е наречен „Двоеслов“, са неговите „Диалози“ – сборник с чудеса, знаци и изцеления от живота на италианския светец Бенедикт Нурсийски (ок. 480 – 547 г.).
Почитан е от Римокатолическата и Православната църкви.
Той е против заниманието на църковни представители със светски науки. Негова е фразата, че „Невежеството е майка на благочестието“.
| „ | Но след това стигна до нас известие, за което не можем да не си спомняме със срам, а именно, че си обучил някого по граматика. Известието за тази постъпка, към която ние чувстваме голямо презрение, произведе върху нас много тежко впечатление...ако вие докажете ясно, че всичко разказано за вас е лъжа, че вие не се занимавате с глупави светски науки, тогава ние ще прославяме нашия господ. | “ |